# 上板町立神宅小学校
上板町立神宅小学校（かみいたちょうりつ かんやけしょうがっこう）は、徳島県板野郡上板町神宅字喜来にある公立小学校。
校訓は「自律」「勤勉」「協同」である。

## 歴史
1872年（明治5年）8月3日、学制が頒布され、神宅村字北屋敷で三谷真之介が経営する私塾「三谷塾」が「神宅小学校」と改名された。1874年（明治7年）5月神宅村の管理に移り、「公立神宅小学校」と改名した。1879年（明治12年）神宅字宮ノ北の納屋を教場に改造し、北屋敷の旧三谷塾から移転、同時に「公立神宅尋常小学校」と改名した。1885年（明治18年）神宅の森忠三郎の酒蔵を借り上げ教室に改造。1986年（明治19年）学区の改正により、神宅尋常小学校は西分尋常小学校に合併された。しかしこの合併は名目上のものであり、児童は従来通り旧神宅小学校に通い続けた。1887年（明治20年）「村立神宅尋常小学校」が再置され、酒蔵を買い上げて村有とし公式に再開するとともに、郡の管理する西分高等小学校が併設された。1889年（明治22年）、町村制の施行による合併で大山村が発足し「大山村立神宅尋常小学校」と改称した。1909年（明治42年）4月1日、神宅字喜来にあった第二上板高等小学校（前月に廃校）跡地に移転し、同時に高等科が併設されて「板野郡神宅尋常高等小学校」と改称した。
1926年（大正15年）「大山村立神宅尋常高等小学校」と改称、1932年（昭和7年）再び「板野郡神宅尋常高等小学校」に戻した。1936年（昭和11年）神宅喜来に木造校舎を新設し移転した（現在地）。1941年（昭和16年）国民学校令の施行により「板野郡大山村神宅国民学校」と改称した。
1947年（昭和22年）教育基本法、学校教育法により「大山村神宅小学校」と改称、1955年（昭和30年）町村合併による上板町成立により「上板北小学校」と改称、翌1956年、「板野郡上板町神宅小学校」と改称、その後、「上板町立神宅小学校」と改称された。

### 分校
1946年（昭和21年）「大山畑分校」を開設、当初は大山寺を借用して授業を実施、1948年（昭和23年）大山村神宅字日の谷口に「畑分教室」が完成し移転した。1956年（昭和31年）畑分教室を「畑分校」と改称した。1968年（昭和43年）4月1日、畑分校の生徒が皆無となり閉鎖された。

## 通学区域
- 神宅町神宅（大東、原東、原西1～3、フルーツタウン神宅、大山町、大山畑、神宮寺1～2、川原田団地、殿宮、小柿、小柿北、西金屋、中北、大南1～3、学園橋、神宅、川西1、あおば学園、神宅団地、西原団地、青木団地）、西分（川西2、川東1～2、滝ノ宮、横関団地、八坂団地、西分団地、池田団地）[6]

## 進学先中学校
- 上板町立上板中学校

## 通学区域が隣接している学校
- 上板町立松島小学校
- 上板町立東光小学校
- 板野町立板野西小学校
- 香川県東かがわ市立引田小学校